# Erwinia
Erwinia ist eine Gattung gramnegativer Stäbchenbakterien aus der Familie der Enterobakterien (Enterobacteriaceae). Sie sind fakultativ aerob, d. h. in Gegenwart von Sauerstoff (oxisches Milieu) ist ihr Energiestoffwechsel oxidativ, wenn kein Sauerstoff vorhanden ist (anoxisches Milieu), wechseln sie im Energiestoffwechsel zu einer Gärung. Fast alle Arten sind peritrich begeißelt, also aktiv beweglich. Viele Arten von Erwinia (und früher zu dieser Gattung gestellte Arten) sind Pflanzenschädlinge.
In den letzten Jahren erfolgten einige Änderungen in der Systematik dieser Gruppe. Untersuchungen zeigten zu große Unterschiede der DNA, so dass viele Arten zu anderen Gattungen (Pantoea, Enterobacter, Pectobacterium und Brenneria) gestellt wurden. Vor allem in den Agrarwissenschaften (aufgrund der Rolle als Pflanzenschädlinge) werden die betroffenen Arten jedoch noch unter den alten Namen geführt und angesprochen.

## Stoffwechsel
Die Angehörigen der Gattung Erwinia sind chemoorganotroph, sie bauen zur Energiegewinnung verschiedene organische Stoffe ab. Sie sind fakultativ aerob, d. h. in Gegenwart von Sauerstoff haben sie einen oxidativen Energiestoffwechsel, sie oxidieren die organischen Stoffe vollständig zu Kohlenstoffdioxid (CO2) und Wasser. Ist kein Sauerstoff vorhanden, wechseln sie zu der 2,3-Butandiolgärung. Dabei entsteht aus Glucose als Endprodukt vor allem der Alkohol 2,3-Butandiol, daneben werden geringe Mengen von Säuren gebildet. Weitere Merkmale der 2,3-Butandiolgärung sind das Zwischenprodukt Acetoin und eine besonders hohe Gasproduktion (Kohlenstoffdioxid CO2). Das Zwischenprodukt Acetoin kann mit Hilfe der Voges-Proskauer-Reaktion nachgewiesen werden. Weitere Butandiolgärer der Enterobakterien sind z. B. Enterobacter, Klebsiella und Serratia.
Andere Gattungen der Enterobakterien nutzen unter anoxischen Bedingungen ebenfalls eine Gärung, allerdings eine andere Form, die so genannte Gemischte Säuregärung (mixed acids fermentation). Bei der Gemischten Säuregärung treten als Endprodukte vorwiegend Säuren, wie Essigsäure, Milchsäure und Bernsteinsäure, aber kein Butandiol auf. Die Gemischte Säuregärung zeigen u. a. die Gattungen Escherichia, Salmonella und Proteus. Die verschiedenen Endprodukte und Gasbildungen der beiden Stoffwechselwege sind ein wichtiges Merkmal zur Unterscheidung der Gattungen.

## Pflanzenpathogene Arten
Viele Erwinia-Arten bauen Pflanzenreste ab, sind aber auch an der Entstehung von Pflanzenkrankheiten beteiligt oder gelten als Vorratsschädlinge.
- So löst Erwinia carotovora (Die Systematik wurde umgestellt, der korrekte Name ist nun Pectobacterium carotovorum) die Schwarzbeinigkeit bei Kartoffeln aus. Das Bakterium schädigt die Pflanze durch den Abbau von Pektinen mit Hilfe des Enzyms Pektinase. Bei Pektinen handelt es sich um extrazelluläre Substanzen in der Mittellamelle der Pflanzenzellen, die eine gelatinöse Haftschicht zwischen den Zellen bilden. Durch den Abbau löst sich das betroffene Pflanzengewebe auf.
- Erwinia amylovora ist der Erreger des Feuerbrandes. Betroffen sind viele Arten der Rosengewächse (Rosaceae), vor allem Kernobstgewächse.
- Erwinia billingia ist ein weiterer Schädling für diverse Rosengewächse.
- Erwinia cypripedii (korrekter Name nun Pectobacterium cypripedii) schädigt diverse Orchideen, z. B. Cypripedium.

Einige Arten wurden bei Menschen oder Tieren gefunden, ihre Rolle als Krankheitserreger ist jedoch nicht gesichert.

## Systematik
Zurzeit (Januar 2017) sind folgende Arten von Erwinia bekannt.
- Erwinia amylovora (Burrill 1882) Winslow et al. 1920 (Approved Lists 1980) emend. Hauben et al. 1998 (Typusart)
- Erwinia aphidicola Harada et al. 1998
- Erwinia billingiae Mergaert et al. 1999
- Erwinia gerundensis Rezzonico et al. 2016
- Erwinia iniecta Campillo et al. 2015
- Erwinia mallotivora Goto 1976
- Erwinia oleae Moretti et al. 2011
- Erwinia papayae Gardan et al. 2004
- Erwinia persicina Hao et al. 1990
- Erwinia piriflorinigrans López et al. 2011
- Erwinia psidii Rodrigues Neto et al. 1988
- Erwinia pyrifoliae Kim et al. 1999
- Erwinia rhapontici (Millard 1924) Burkholder 1948
- Erwinia tasmaniensis Geider et al. 2006
- Erwinia toletana Rojas et al. 2004
- Erwinia tracheiphila (Smith 1895) Bergey et al. 1923
- Erwinia typographi Skrodenytė-Arbačiauskienė et al. 2012
- Erwinia uzenensis Matsuura et al. 2012
- Candidatus Erwinia dacicola Estes et al. 2009

### Einige Umstellungen
Verschiedene Erwinia-Arten wurden in die Gattungen Pantoea, Enterobacter, Pectobacterium und Brenneria (alle zählen zu den Enterobakterien) gestellt.
- Zu der neu erstellten (1999) Gattung Brenneria wurden u. a. die Arten Erwinia alni, Erwinia quercina, Erwinia rubrifaciens, Erwinia salicis und Erwinia paradisiaca (Synonym: Dickeya paradisiaca) gestellt.
- Zu Pantoea wurden die Arten Erwinia stewartii, Erwinia herbicola (Synonym Enterobacter agglomerans), Erwinia milletiae, Erwinia uredovora (Synonym Erwinia ananatis) transferiert.
- Zu der Gattung Enterobacter zählen nun die Arten Erwinia cancerogena, Erwinia nimipressuralis und Erwinia dissolvens (Synonym: Enterobacter cloacae subsp. dissolvens).
- Erwinia carotovora, Erwinia chrysanthemi und Erwinia cypripedii wurden zu der Gattung Pectobacterium gestellt.